# Algirdas Sysas
Algirdas Sysas (ur. 5 marca 1954 w Wilnie) – litewski polityk i działacz związkowy, poseł na Sejm Republiki Litewskiej.

## Życiorys
W 1973 ukończył technikum, specjalizując się w zakresie radioelektroniki. Od 1973 do 1976 odbywał służbę wojskową w marynarce wojennej Armii Radzieckiej. Następnie był pracownikiem przedsiębiorstwa „Vilma”. Zajmował m.in. stanowiska kierownika sklepu i zastępcy dyrektora departamentu sprzedaży. W 1982 został absolwentem studiów wieczorowych z zakresu ekonomii na Uniwersytecie Wileńskim. W okresie 1987–1994 kierował komitetem związku zawodowego. W latach 1991–1996 stał na czele związku zawodowego skupiającego pracowników przemysłu metalowego. Od 1992 do 2002 prezesował Litewskiemu Zjednoczeniu Związków Zawodowych, następnie do 2005 Litewskiej Konfederacji Związków Zawodowych. Dwukrotnie (w 1995 i 2000) był wybierany do rady miejskiej Wilna.
W wyborach parlamentarnych w 1996 uzyskał mandat posła na Sejm z ramienia Litewskiej Partii Socjaldemokratycznej, skutecznie ubiegał się o reelekcję w 2000 i 2004. Do LSDP formalnie wstąpił w 2005 po zakończeniu pełnienia kierowniczych funkcji w związkach zawodowych. W wyborach w 2008 został po raz czwarty z rzędu posłem z listy partyjnej socjaldemokratów. W 2012, 2016, 2020 i 2024 utrzymywał mandat poselski na kolejne kadencje.

## Odznaczenia
- Krzyż Oficerski Orderu Zasługi (Rumunia, 2019)[5]